# Wizards of the Coast
Wizards of the Coast LLC (часто згадується як WotC, або Wizards) — американський видавець настільних рольових і карткових ігор, передусім фентезійної і науково-фантастичної тематики, а раніше — оператор роздрібної мережі ігрових магазинів. З 1999 року є дочірньою компанією Hasbro та з 2021 року стала провідною частиною нового підрозділу корпорації під назвою «Wizards & Digital».
У 1990-ті роки компанія заснувала та популяризувала жанр колекційних карткових ігор за допомогою своєї франшизи Magic: The Gathering. Придбавши компанію TSR 1997 році, Wizards отримали права на популярну франшизу Dungeons & Dragons та збільшили свій вплив на світовій арені, отримавши ліцензію на випуск Pokémon Trading Card Game. Окрім настільних ігор, що є основною продукцією компанії, Wizards of the Coast також випускає набори колекційних спортивних карток для футболу, бейсболу, баскетболу та американського футболу.

## Історія

### Заснування (1990—1997)

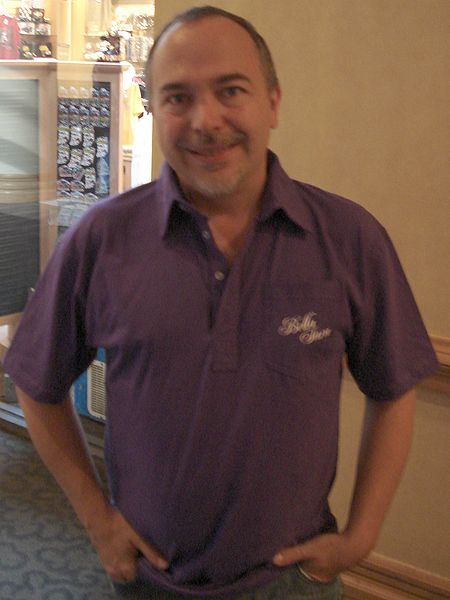
Засновник компанії Пітер Адкісон у 2007 році

Компанія Wizards of the Coast була заснована в передмісті Сіетла в 1990 році, а її сучасна штаб-квартира розташована неподалік Рентона. Компанія отримала свою назву на честь гільдії чаклунів з кампанії Dungeons & Dragons, в яку тоді грав Адкісон. Спочатку компанія видавала лише рольові ігри, зокрема третю реакцію Talislanta та набір універсальних правил і елементів сетингів The Primal Order, що призначався для використання в різноманітних рольових іграх. Випуск The Primal Order у 1992 році супроводжувався рядом юридичних проблем з іншим видавцем рольових ігор, Palladium Books, через посилання там на їхню гру. Судовий позов про порушення авторських прав був вирішений у 1993 році.
У 1991 році Річард Гарфілд звернувся до Wizards з ідеєю нової настільної гри під назвою RoboRally, але та не зацікавила компанію, так як її виробництво було занадто дороге для тодішніх Wizards. Замість цього, Адкісон попросив Гарфілда винайти настільну гру, яка мала б жвавий ігровий процес та була б портативною у використанні. Гарфілду прийшла ідея об'єднати карткові ігри і колекціонування бейсбольних карток та створити колекційні карткові ігри. Так з'явилася гра Manaclash, незабаром перейменована в Magic: The Gathering.

#### Magic: The Gathering
Через триваючий на той час судовий процес з Palladium, Адкісону довелося створити нову компанію під назвою Garfield Games для розробки концепції Magic: The Gathering, що дозволило захистити новостворений тайтл від юридичних баталій з Palladium. Підставна компанія Garfield Games ліцензувала права на виробництво та продаж гри до моменту закриття судової справи, після чого передала їх Wizards і закрилась. Wizards представили Magic у липні 1993 року на конференції Origins Game Fair у Далласі. Гра виявилася надзвичайно популярною на Gen Con у серпні 1993 року, негайно розпродавши свій запас у 2,5 млн карт, що становило весь річний запас виробника. Успіх Magic приніс Wizards дохід, який дозволив компанії з кількох співробітників, працюючих з підвалу Адкісонова будинку, переїхати у новеньку будівлю з власними офісами для 250 нових співробітників. У 1994 році Magic увійшла у п'ятірку найкращих інтелектуальних ігор за версією Mensa і здобула премії Origins Awards в категоріях «Найкраща фантастична/науково-фантастична настільна гра» та «Найкраща графічна презентація настільної гри».
У 1994 році Wizards розпочали співпрацю з агентством ліцензування брендів та консалтингу The Beanstalk Group, ліцензувавши свій бренд Magic: The Gathering. Після успіху Magic, Wizards випустили RoboRally у 1994 році, і ця гра також виграла премії Origins Awards за «Найкращу фантастичну/науково-фантастичну настільну гру» та «Найкращу графічну презентацію настільної гри». В тому ж році компанія також розширила свій асортимент рольових ігор, придбавши кіберпанкову SLA Industries у Nightfall Games та псевдоісторичну Ars Magica у White Wolf. У 1995 році Wizards випустили іншу карткову гру від Річарда Гарфілда під назвою The Great Dalmuti, яка також виграла премію Mensa за «Найкращу інтелектуальну гру». У серпні того ж року компанія також випустила нову гру Everway, перш ніж закрити цю лінійку продукції всього через чотири місяці. У 1995 році річний оборот Wizards of the Coast перевищив $65 млн.

### Придбання TSR та співпраця з Nintendo (1997—2003)

#### Dungeons & Dragons
10 квітня 1997 року Wizards оголосили про купівлю розробників Dungeons & Dragons — збанкрутілої на той час компанії TSR. Окрім TSR Wizards придбали видавця Five Rings Publishing Group за $25 млн. В рамках продажу співробітникам TSR була запропонована можливість переїхати з Вісконсіна на західне узбережжя. Між 1997 і 1999 роками Wizards продюсували кілька існуючих сетингів створених TSR, включаючи Planescape, Dark Sun і Spelljammer, проте врешті зосередились на найприбутковіших франшизах Greyhawk і Забутих Королівствах. Wizards також переглянули концепцію правил Dungeons & Dragons, у 2000 році випустивши їх 3-ю редакцію разом із системою d20. Тоді ж з'явилася Публічна ліцензія (OGL), що відтепер дозволяла іншим компаніям використовувати ці ігрові механіки та їх похідні при розробці власної продукції.
Нова редакція D&D отримала кілька нагород Origins Awards у 2000 році, зокрема за «Найкращу D&D гру» та «Найкращу графічну презентацію рольової гри, пригоди або доповнення для Посібника з монстрів». 2002 року Wizards спонсорували конкурс, що дозволив стороннім геймдизайнерам подати компанії пропозиції щодо створення нових сетингів. Переможцем став Кіт Бейкер зі своєю кампанією Еберрон, першу книгу цього сетингу випустили в червні 2004 року. Пізніше Еберрон відзначать нагородою Origins Award за «Найкраще доповнення до рольової гри». У 2003 році Wizards випустили оновлену 3,5 редакцію D&D і системи правил d20. 30-річчя гри Dungeons & Dragons було з розмахом відсвятковано на Gen Con Indy 2004.

#### Pokémon Trading Card Game
Отримавши права на розробку і розповсюдження від Nintendo, у січні 1999 року Wizards of the Coast почали видавати Pokémon Trading Card Game.  Гра розійшлася накладом майже 400 тис копій менш ніж за шість тижнів, що перевищило початкові прогнози Wizards у 10 разів. Компанії навіть довелося тимчасово припинити випуск колекційних спортивних карт, так як їх друкарні були зайняті виключно картами покемонів. Гра отримала Знак якості Національного батьківського центру в 1999 році.
Протягом року Wizards продали мільйони копій гри та випустили новий набір, до якого увійшов також CD-ROM з навчальними матеріалами. Компанія продовжувала видавати гру до 2003 року, аж поки не закінчився строк наданої їм ліцензії, в подовженні котрої Nintendo відмовили. Вже через день, 30 серпня, одна з дочірніх компаній Nintendo, The Pokémon Company (раніше Pokémon USA), почала випускати нове видання гри. Наступного ж дня, 1 жовтня 2003 року, Wizards подали судовий позов проти Nintendo, звинувативши їх у тому, що ті «відмовилися від контракту з Wizards, давнім виробником і дистриб'ютором карткових ігор про покемонів, використовуючи запатентовані Wizards методи і технології виробництва». Компанії вирішили свої розбіжності до грудня 2003 року без звернення до суду.

#### Мережа магазинів
Після успіху компанії в 1999 році з Pokémon, Wizards придбали і розширили американську мережу роздрібних ігрових магазинів The Game Keeper, перейменувавши її на Wizards of the Coast. Центральний магазин компанії в Сіетлі закрили в березні 2001 року, а у грудні 2003 року Wizards оголосили про закриття всіх магазинів і подальші плани сконцентруватися на геймдизайні.

### Придбання компанією Hasbro (1999—теперішній час)
У вересні 1999 року корпорація Hasbro викупила Wizards of the Coast приблизно за $325 млн. Наприкінці 1999 року придбану Hasbro роком раніше компанію Avalon Hill передали Wizards of the Coast як підрозділ. Тоді ж Вінса Калуорі призначили президентом Wizards of the Coast.
1 січня 2001 року Пітер Адкісон звільнився з Wizards. У серпні того ж року компанія перетворилася з напівнезалежного підрозділу на консолідований ігровий підрозділ Hasbro. Галузеве видання ICv2 зауважило, що «більшість вважає це втратою автономії для WotC, не дивлячись на уточнення Hasbro про те, що WotC продовжать працювати зі своїх офісів у Сіетлі». Між 2001 і 2002 роками Hasbro продали Origins організації GAMA, а в травні 2002 року Gen Con перейшов до Пітера Адкісона. Приблизно в цей же час Wizards передали Paizo Publishing свої журнали Dungeon, Dragon, Polyhedron і Amazing Stories на аутсорсинг.

#### 2000-ні
У 2000 році Wizards of the Coast представили світу Публічну ліцензію (OGL), що дозволяла випускати неофіційні комерційні похідні роботи, засновані на ігрових D&D механіках. Це сприяло аномальному збільшенню d20 продукції на ринку і так званого «буму в індустрії рольових ігор на початку 2000-х років». Чак Хьюбнер став президентом і генеральним директором Wizards of the Coast у червні 2002 року. У 2003 році в компанії працювало 850 осіб. На початку 2000-х років Wizards виграли кілька нагород Origins Awards, в тому числі: 2001 «Найкраще доповнення до рольової гри» (Forgotten Realms Campaign Setting) та «Найкращий роман заснований на грі» (Clan War 7th Scroll: The Lion); 2002 «Найкраща рольова пригода» (City of the Spider Queen); 2005 «Колекційна карткова гра або розширення року» (Ravnica: City of Guilds розширення для Magic: The Gathering) та «Найкраща історична гра за версією гравців» (Axis and Allies Collectible Miniatures Game), а також «Мініатюра або Лінійка мініатюр» 2006 року (Colossal Red Dragon). Компанія також отримала Золоту ENNIE 2002 року як «Найкращий видавець» та Срібну ENNIE 2006 року як «Найкращий видавець за версією гравців».
У 2002 році Wizards of the Coast закрили свій відділ періодичних видань, продавши Paizo Publishing ліцензію на випуск журналів Dragon і Dungeon, термін дії якої закінчився у вересні 2007 року і Wizards самостійно почали публікувати ці журнали онлайн. У 2003 році Wizards випустили колекційні мініатюри Dungeons & Dragons Miniatures Game. У 2004 році компанія додала ліцензовану лінійку мініатюр по франшизі Зоряних війн. У квітні 2004 року Лорен Ґрінвуд замінила Хьюбнера на чолі компанії. Також у 2004 році Hasbro передали Avalon Hill під управління Wizards of the Coast.
На початку 2006 року Wizards подали позов проти Дарона Раттера, який на той час був адміністратором сайту MTG Salvation. Звинувачення стосувалися того, що Раттер розмістив на форумах MTG Salvation конфіденційні прототипи майбутніх наборів карт Magic: The Gathering за десять місяців до їх релізу. За словами провідного дизайнера гри Марка Роузвотера, позов було врегульовано в позасудовому порядку.
Ґрег Лідс змінив Ґрінвуд на посаді президента і генерального директора Wizards of the Coast у березні 2008 року. 6 червня 2008 року Wizards випустили 4-ту редакцію правил Dungeons & Dragons, основною метою якої було спростити ігровий процес і скоротити час підготовки до ігрової сесії, зробивши гру доступнішою для нових гравців.
До 2008 року в компанії відбулася реструктуризація спрямована на стратегію зростання основних брендів. 6 квітня 2009 року Wizards of the Coast призупинили всі продажі своєї продукції по франшизі Dungeons & Dragons у PDF форматі. В той же час був поданий судовий позов проти восьми осіб через порушення авторських прав на D&D продукцію 4-ї редакції, що була доступна в PDF форматі в онлайн-магазинах OneBookShelf.

#### 2010-ті
У 2012 році незважаючи на те, що компанія не оприлюднювала офіційних цифр, аналітики та ігрові експерти відзначали різке падіння продажів Dungeons & Dragons. Того ж року Wizards оголосили про початок публічного ігрового тесту для розробки нового видання у франшизі під назвою D&D Next. П'ята редакція Dungeons & Dragons вийшла 15 липня 2014 року разом з набором попередньо згенерованих персонажів і інструкцій для базової гри Dungeons & Dragons Starter Set та пригодницьким модулем Lost Mine of Phandelver. До 2018 року було продано більше 306 тис копій Dungeons & Dragons Starter Set. З моменту виходу 5-ї редакції було видано понад двадцять книг у франшизі Dungeon & Dragons, включаючи нові правила, посібники з проведення кампаній та пригодницькі модулі. За даними видання The Seattle Times, у 2017 році у грі було «найбільше гравців за всю її історію». Bloomberg повідомили, що у 2017 році продажі 5-ї редакції Dungeon & Dragons «зросли на 41% порівняно з минулорічними і злетіли ще на 52% у 2018 році». Також, «у 2017 році 9 млн людей спостерігали за тим, як інші грають у D&D на Twitch».
У 2016 році Wizards of the Coast у партнерстві з OneBookShelf створили програму онлайн-контенту спільноти під назвою Dungeon Masters Guild, яка дозволила творцям створювати та продавати контент, використовуючи ІВ Wizards of the Coast. Окрім можливості придбати контент спільноти, також стало можливим придбати старі видання Dungeon & Dragons у PDF формат або у вигляді книжок.
Протягом 2010-х років компанія Wizards та її продукція продовжували отримувати нагороди. У 2015 році продукція компанії отримала кілька нагород Origins Awards, як «Рольова гра року. Вибір гравців» (Dungeons & Dragons: Посібник гравця), «Доповнення до рольової гри. Вибір гравців» (Dungeons & Dragons: Посібник з монстрів) та «Найкраща колекційна карткова гра» (Magic: The Gathering: Khans of Tarkir). Wizards отримали Золоті ENNIE у 2015 та 2017 роках в номінації «Найкраще видавництво. Вибір гравців».
У 2014 році 20th Century Fox придбали права на екранізацію Magic: The Gathering. У 2014 році Wizards подали позов проти Cryptozoic Entertainment та Hex Entertainment за порушення авторського права, стверджуючи, що їхня карткова онлайн-гра Hex: Shards of Fate була клоном Magic: The Gathering. Наступного року судовий позов було врегульовано мирним шляхом. У 2015 році приблизно 20 млн людей по всьому світі грали в Magic: The Gathering, — гра мала власні турніри, професійну лігу та щотижневу ігрову програму під назвою Friday Night Magic.
У 2016 році Кріс Кокс змінив Ґрега Лідса на посаді президента і генерального директора. В той час видання Vice повідомляло про високу напругу в компанії, через прискорені дедлайни. 2019 року Wizards of the Coast увійшли до Асоціації розважального програмного забезпечення.
У квітні 2019 року Wizards of the Coast повідомили, що ветеран відеоігрової індустрії Джеймс Олен стане на чолі на той момент ще неназваної студії в Остіні, штат Техас. Через рік стало відомо, що нова студія отримала назву Archetype Entertainment. У червні 2019 року Netflix оголосили, що Ентоні та Джо Руссо співпрацюватимуть з Wizards над створенням анімаційного серіалу на основі Magic: The Gathering. У липні 2019 року видання Bloomberg повідомило, що «Magic є частиною "франчайзингових брендів" [Hasbro] — сегменту, який минулого року приніс компанії $2,45 млрд чистого доходу». За словами Кріса Кокса, на Magic припадала «значна частина» цієї суми, а за оцінками KeyBanc, внесок гри становив понад $500 млн.
У 2019 році Wizards випустили конкурента Hearthstone, безкоштовну цифрову колекційну карткову гру з мікротранзакціями під назвою Magic: The Gathering Arena, яка на думку аналітиків KeyBanc Capital Markets додасть Wizards щонайменше 20% приросту до прибутків.

#### 2020-ті
У лютому 2020 року головний виконавчий директор Hasbro Брайан Ґолднер повідомив, що Wizards of the Coast демонструє позитивні результати і планує подвоїти свої доходи між 2018 і 2023 роками. Він додав, що доходи Magic: The Gathering зросли на понад 30%, Magic: The Gathering Arena мала потужний старт, а доходи Dungeons & Dragons зростають сьомий рік поспіль. Також у 2020 році, під час пандемії COVID-19, кількість віртуальних ігрових D&D-сесій зросла на 86%.
Під час зборів інвесторів 2021 року корпорація Hasbro повідомили про свою реорганізацію з розділом на три підрозділи: «Споживчі товари», «Розваги» та «Wizards і цифрові товари». Оголошення супроводжувалося ребрендингом, включаючи новий логотип та оновлення вебсайту для Wizards of the Coast. У 2021 році Wizards відкрили нову студію розробки відеоігор, першим проєктом якої стала високобюджетна гра, заснована на домашній франшизі Hasbro G.I. Joe. У 2022 році Кріс Кокс пересів з крісла генерального директора Wizards of the Coast на однойменну посаду вже у Hasbro, а Синтія Вільямс замінила його у Wizards. У липні 2022 року компанія оголосила про створення Skeleton Key — нової відеоігрової студії-розробника під управлінням ветерана Bioware Крістіана Дейлі.
Hasbro придбали цифровий інструментарій D&D Beyond разом з їх ігровим додатком у ФЕНДОМ, передавши контроль над ним Wizards у травні 2022 року. У жовтні 2022 року Hasbro повідомили про призначення колишнього операційного директора Microsoft Dynamics 365 Дена Роусона на новостворену посаду старшого віце-президента бренду Dungeons & Dragons, де той буде діяти як новий керівник франшизи. На думку профільних видань, призначення Роусона є «частиною планів Wizards вкладати більше ресурсів у цифрову галузь D&D».  Вільямс і Кокс на веб-семінарі для інвесторів у грудні 2022 року назвали бренд Dungeons & Dragons «недостатньо монетизованим». Вони підкреслили високу залученість фанатів у бренд, однак більшість витрат припадає на Майстрів Підземель, які становлять лише близько 20% від загальної бази гравців. Вільямс прокоментувала, що метою збільшення інвестицій у цифрові аспекти цієї лінійки продуктів було «розблокувати» періодичні витрати, характерні для цифрових ігор. Одночасно а цими заявами відбувалася резонансна спроба Wizards на ходу перекроїти умови існуючої вже більше двадцяти років Публічної ліцензії (OGL) з метою посилити контроль над ліцензіарами і професійними творцями контенту, що невдовзі вилилось в повне скасування самої ліцензії з заміною її на SRD 5.1 і значного падіння ціни на акції Hasbro. (див. §Протиріччя)
У січні 2023 року Wizards скасували щонайменше п'ять неназваних відеоігорових проєктів. За словами Джейсона Шрайера, «реорганізація важко вдарить по кількох незалежних студіях, таких як OtherSide Entertainment і Hidden Path Entertainment, обидві з яких працювали над іграми для Wizards of the Coast». У лютому 2023 видання Markets Insider повідомило, що Bank of America продовжує оцінювати акції Hasbro як недостатньо ефективні, наголошуючи, що «компанія зіткнеться з різким падінням ціни своїх акцій, якщо продовжить руйнувати свою репутацію шляхом надмірної монетизації брендів у сегменті Wizards».
У грудні 2023 року TechCrunch повідомили про документи, подані Hasbro до Комісії з цінних паперів і бірж, що містили інформацію про негайне звільнення 1100 працівників (20% від усієї робочої сили в усіх підрозділах), велика кількість яких були працівниками саме Wizards.

## Протиріччя
- 1 червня 2020 року після резонансного вбивства Джорджа Флойда, Wizards опублікували заяву на підтримку своїх темношкірих фанатів, співробітників і членів спільноти.[133][134] Це викликало негативну реакцію, за якою послідувало безліч відкритих листів з критикою компанії за ставлення до кольорових людей. Видання The New York Times, Polygon та Kotaku повідомили, що після цієї критики Wizards зняли з турнірних змагань сім карт Magic: The Gathering, які були визнані расово образливими.[135][136][134] Після цього команда D&D оголосила, що внесе зміни в ті частини лінійки продукції 5-ї редакції, які фанати назвали нечутливими (зокрема расистське зображення вигаданого народу, відомого як вістані[en], та рас, що характеризуються як монструозні та злі).[137][138][139] Компанія також оголосила про плани внести зміни у створення нових персонажів, щоб розширити допустимий спектр типів персонажів, і додала застереження щодо чутливості контенту до деякої застарілої продукції, в якій представлені культури, натхненні Азією, Месоамерикою та Близьким Сходом.[140][141][142] За спостереженнями The Washington Post, спільнота настільних ігор широко схвалила ці дії,[143] в той час як Wired розкритикували ці зміни, назвавши їх «порожніми словами».[144]
- У 2022 році The Gamer та Kotaku повідомили про пришвидшення графіку випуску продукції для Magic: The Gathering,[145][146] причому у The Gamer висловили думку, що це «вичерпує джерело ентузіазму» спільноти.[147] На думку Vice, в спільноті Magic: The Gathering «зростає розрив між казуальними гравцями та колекціонерами», оскільки «деякі багаті колекціонери перетворили карти на щось на кшталт товарного ринку [...]. Wizards of the Coast все більше задовольняють такого роду споживачів», що призвело до появи колекційної продукції преміум-класу, яка є занадто дорогою для багатьох звичайних гравців.[148] За повідомленням CNBC, Bank of America знизив рейтинг акцій Hasbro (власник Wizard of the Coast) у листопаді 2022 року, а аналітик Джейсон Хаас заявив, що теперішня політика роботи бренду Magic: The Gathering призвела до того, що Hasbro вбили свою «гуску, що колись несла золоті яйця для WotC», і підкреслив, що «основною проблемою є перенасичення ринку картами Magic, яке руйнує довгострокову цінність бренду».[149][146]
- У листопаді 2022 року з'явилися чутки про плани Wizards з припинення випуску Публічної ліцензії (далі OGL) для Dungeons & Dragons.[122][123][150][151] Через деякий час Wizards випустили коротку відповідь для спільноти, де надали обмежену інформацію щодо оновлення OGL.[152][153] Лінда Кодега у своїй статті для Io9 повідомила про деталі з витоку повної копії OGL 1.1 від 5 січня 2023 року.[154] Кодега підкреслила, що «нова ліцензія вплине на кожного видавця ліцензіара. [...] Основний висновок з витоку OGL 1.1 полягає в тому, що WotC посилює свій контроль».[154] ICv2[en] зауважили, що витік OGL 1.1 має багато сумнівних змін.[155] Після цього витоку численні новинні та галузеві видання повідомили про негативну реакцію як фанатів, так і професійних творців контенту.[a] TheStreet[en] зауважили, що поки Wizards визначалися з відповіддю, «основні конкуренти компанії» встигли відсторонитися від OGL.[165] Так компанії Kobold Press[en] і MCDM Productions миттєво оголосили про початок розробки власної публічної ліцензії на свою систему правил рольових настільних ігор.[166][167][168] Paizo[en] також створили нову публічну ліцензію Open RPG Creative License (ORC), до розробки якої долучилися й інші видавці.[b] TheStreet[en] також звернули увагу на те, що Wizards «об'єднали проти себе всю базу гравців»[165] і разом з профільним блогом Io9 детально висвітлили рух спільноти за бойкот D&D Beyond[en] та масові скасування підписок. Через деякий час Io9 повідомили, що «негайні фінансові наслідки» змусили Wizards відреагувати.[171] Протягом наступних тижнів Wizards відкотили зміни до OGL та запросили громадськість до діалогу.[c] Після збору відгуків, WotC вирішили не просто змінити OGL, а повністю піти від неї, випустивши Системний довідковий документ 5.1 (SRD 5.1), що включає в себе правила і елементи гри, які можуть бути вільно використані третіми сторонами. Важливим моментом є те, що SRD 5.1 було випущено під ліцензією Creative Commons, яка є незворотньою, тобто WotC не зможе в майбутньому забрати ці права або обмежити їх використання.[d] Видання The Washington Post написали, що «протидія суспільства, яке критикувало відповідь WotC як далеку від вибачень, змусила WotC відступити ще далі», і що «компанія схоже, вчинила незворотній акт самосаботажу, за лічені тижні зруйнувавши власний престиж, який накопичувала останні 20 років».[179] Io9 і ComicBook.com назвали значні поступки Wizards «величезною перемогою» для спільноти Dungeons & Dragons.[124][125] The Motley Fool[en] висловили думку, що «крутий поворот зроблений WotC» став «жалюгідним провалом для Hasbro», якщо метою було «збільшити монетизацію франшизи Dungeons & Dragons, збільшити дохід для Hasbro і заробити більше прибутку для акціонерів».[180]
- У квітні 2023 року Wizards of the Coast надіслали агентів служби безпеки до будинку ютубера Magic: The Gathering, який стверджує, що агенти вимагали знищити карти з ще невиданого набору, які компанія надіслала йому випадково, також вимагаючи видалити відео з його каналу і погрожуючи йому та його дружині штрафом у розмірі $200 тис на додачу до тюремного ув'язнення.[181][182][183] Згодом спільнота ініціювала бойкот у відповідь.[184]

## Дочірні компанії
- Archetype Entertainment (відкрито в квітні 2019 року під керівництвом Джеймса Олена, колишнього креативного директора BioWare)[185][186]
- Atomic Arcade (відкрито у вересні 2021 року під керівництвом Еймса Кіршена, колишнього віце-президента Warner Bros. Interactive Entertainment)[187]
- D&D Beyond[en] (придбано в 2022 році)[113][114]
- Mirrorstone Books (відкрито в 2004 році)[188]
- Studio X (реорганізовано в Magic: The Gathering R&D у 2018 році)[189]
- Skeleton Key (відкрито в липні 2022 року під керівництвом ветерана Bioware Крістіана Дейлі)[111]
- Tuque Games[en] (придбано в жовтні 2019 року)[190]
- Wizards Kids Studio (відкрито в грудні 2020 року під керівництвом Лії Гойєр)[191]

### Колишні
- Avalon Hill[en] (заснована 1952 року, придбана компанією Hasbro 1998 року, перейшла до Wizards of the Coast 2004 року, знову перейшла до Hasbro Games 2021 року)[192][193]
- Last Unicorn Games[en] (заснована у 1994 році, придбана та ліквідована у 2000 році)[194]
- TSR, Inc. (заснована у 1973 році, придбана та ліквідована у 1997 році)[19][20]

## Продукція

### Настільні ігри
- Axis & Allies (Revised Edition)[en], а також спінофи D-Day[en], Europe[en], Pacific[en] і Battle of the Bulge[en]
- Betrayal at House on the Hill[en]
- Дипломатія
- Lords of Waterdeep[en]
- Monsters Menace America[en]
- Magic the Gathering: Arena of the Planeswalkers
- Nexus Ops[en]
- Risk 2210 A.D.[en] і Risk Godstorm[en]
- RoboRally[en]
- Vegas Showdown[en]

### Колекційні карткові ігри
- BattleTech Trading Card Game[en]
- C-23[en]
- Codename: Kids Next Door Trading Card Game[en]
- Duel Masters Trading Card Game[en]
- Dune
- Harry Potter Trading Card Game[en]
- Hecatomb[en]
- Hercules: The Legendary Journeys[en]
- Magic: The Gathering
- MLB Showdown[en]
- NBA Showdown[en]
- Neopets Trading Card Game[en]
- Netrunner[en]
- NFL Showdown[en]
- Pokémon Trading Card Game (до 2003 року)
- The Simpsons Trading Card Game[en]
- Star Sisterz[en]
- Star Wars Trading Card Game[en]
- Vampire: The Eternal Struggle[en]
- WCW NITRO Trading Card Game
- Xena: Warrior Princess[en]
- Xiaolin Showdown Trading Card Game[en]

### Варгейми
- Axis & Allies Miniatures[en]
- Dreamblade[en]
- Dungeons & Dragons Miniatures Game[en]
- Star Wars Miniatures[en]
- Heroscape[en]

### Онлайн ігри
- Magic: The Gathering Online[en]
- Magic Duels[en]
- Magic: The Gathering Arena[en]

### Рольові настільні ігри та супровідні матеріали
Wizards of the Coast розробили Публічну ліцензію (OGL), яку використовує Open Gaming Foundation та система d20
- Alternity[en] (неактивна франшиза, придбана під час викупу TSR)
- Ars Magica (супровідні матеріали до 3-ї редакції правил)
- d20 Modern[en]
- Система d20
- Dungeons & Dragons (починаючи з 3-ї редакції правил)
- Everway[en]
- Gamma World[en]
- Marvel Super Heroes[en] (франшиза, придбана під час викупу TSR)
- Star Wars Roleplaying Game[en]
- The Primal Order[en]
- Talislanta[en] (тільки 3-я редакція правил)

### Карткові ігри
- Alpha Blitz
- Filthy Rich[en]
- Guillotine[en]
- Pivot[en]
- The Great Dalmuti
- Three-Dragon Ante[en]

### Серії романів
Wizards of the Coast також публікує значну кількість серій фентезійних романів, заснованих на своїй ІВ. Деякі з них вже не видаються.
- Dragonlance
- Еберрон
- Забуті Королівства
- Greyhawk[en]
- Legend of the Five Rings[en]
- Magic: The Gathering (з 1998 року)
- Planescape[en]
- Ravenloft[en]

Wizards також володіють дитячим видавництвом Mirrorstone Books, яке випускало книги по франшизах StarSisterz, Dragonlance: The New Adventures та Knights of the Silver Dragon.